# Hans Laehr

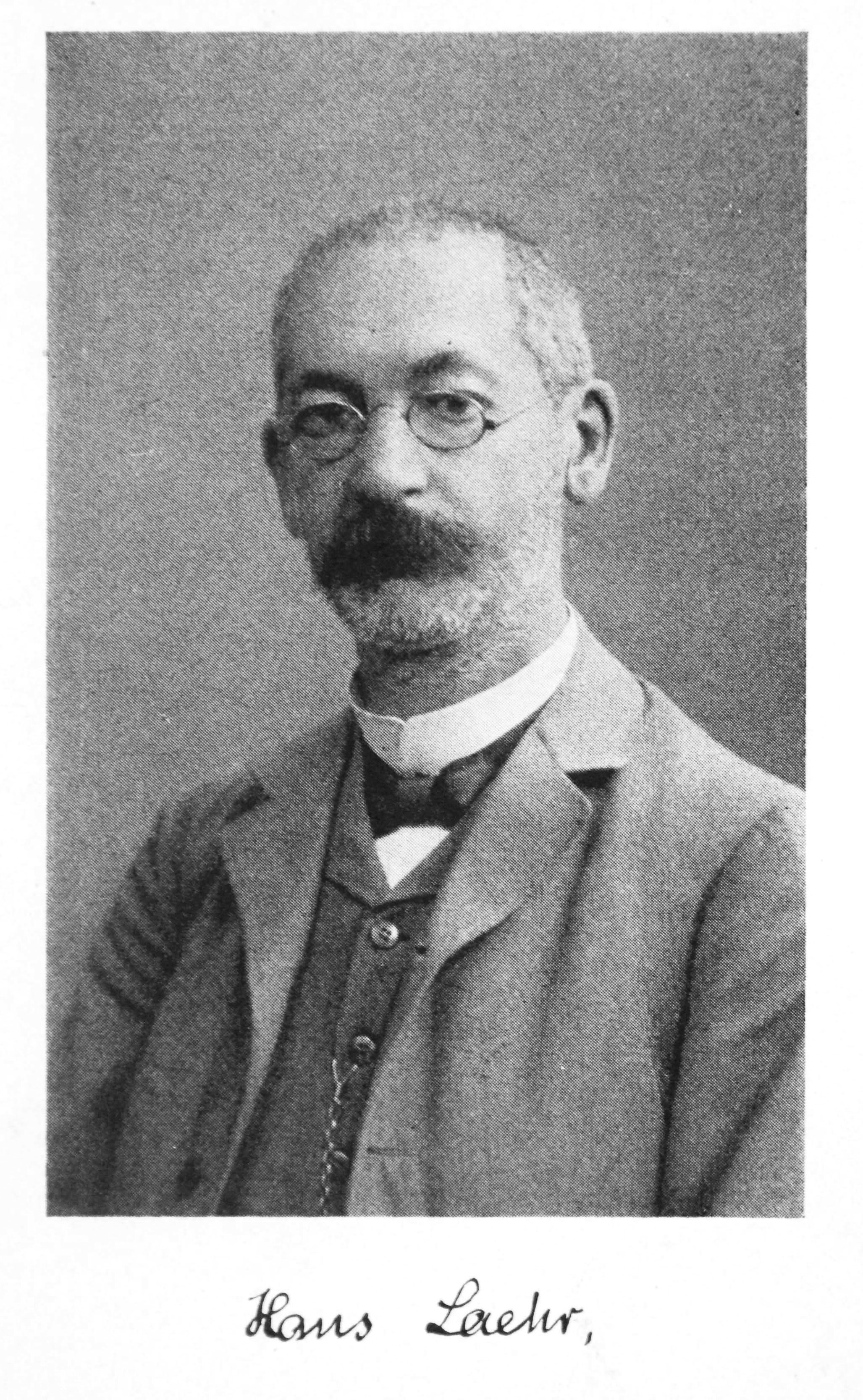
Hans Laehr

Hans Laehr (ur. 6 grudnia 1856 w Schweizerhof, zm. 16 lutego 1929 w Wernigerode) – niemiecki lekarz psychiatra, dyrektor zakładu psychiatrycznego Schweizerhof.
Syn psychiatry Heinricha Laehra (1820–1905) i Johanny Henrietty Marii von Krebs, z domu Otto (1824–1902), brat psychiatry Maxa Laehra (1865–1936).
Po ukończeniu gimnazjum Schulpforta w Draschwitz w 1875 roku studiował medycynę na Uniwersytecie Eberharda Karola w Tybindze, Uniwersytecie Fryderyka Wilhelma w Berlinie i Uniwersytecie Cesarza Wilhelma w Straßburgu, tytuł doktora medycyny otrzymał w 1880 roku w Berlinie. O 1881 do 1882 asystent w klinice w Kilonii u Heinricha Quinckego, a od 1882 do 1883 wolontariuszem w zakładzie psychiatrycznym w Bonn u Wernera Nassego, a od 1883 do 1884 asystentem na oddziale chirurgicznym szpitala sióstr Diakonistek (Diakonissenkrankenhaus Bethanien) w Berlinie u Edmunda Rosego. Następnie był asystentem w zakładzie psychiatrycznym Schweizerhof w Zehlendorfie, a od 1889 przejął kierowanie zakładem po ojcu. Był sekretarzem Deutsche Verein für Psychiatrie (1906–1929) i redaktorem „Allgemeine Zeitschrift für Psychiatrie und psychisch-gerichtliche Medicin”.

## Wybrane prace
- Die Pacchionischen Granulationen (Arachnoidealzotten) und ihre Beziehungen zu der Blutcirculation im Schädel. Berlin: O. Francke 1880
- Die Angst. Berliner Klinik, 1893.
- Die Dämonischen des Neuen Testamentes. Leipzig: F. Richter, 1894
- Die Wirkung der Trägodie nach Aristoteles. Berlin: Georg Reimer, 1896
- Die Darstellung krankhafter Geisteszustände in Shakespeares Dramen. Stuttgart: Neff, 1898
- Die Heilung des Orest in Goethes Iphigenie. Berlin: G. Reimer, 1902
- Eine bisher nicht veröffentlichte Ode des Quintus Horatius Flaccus. Berlin, 1908
- Die physiologischen Korrelate der Lust und Unlust. Allgemeine Zeitschrift für Psychiatrie, 1911
- Wohlfahrtsministerium und Psychopathenfürsorge. Deutsche medizinische Wochenschrift 47 (5), 132–133, 1921
- Dietrich von Wernigerode. Novelle. Magdeburg: Grunow, 1927
- Wilm Wiardes. Geschichtliche Novelle aus dem Harz. Magdeburg & Leipzig: Grunow, 1928
- Die Anstalten für Psychisch- und Nervenkranke, Schwachsinnige, Epileptische, Trunksüchtige usw. in Deutschland, Oesterreich, der Schweiz und den baltischen sowie anderen Grenzländern. Berlin: W. de Gruyter & co, 1929
- Das Messiasbewußtsein Jesu. Berlin: Ebering, 1929